# 格爾察區

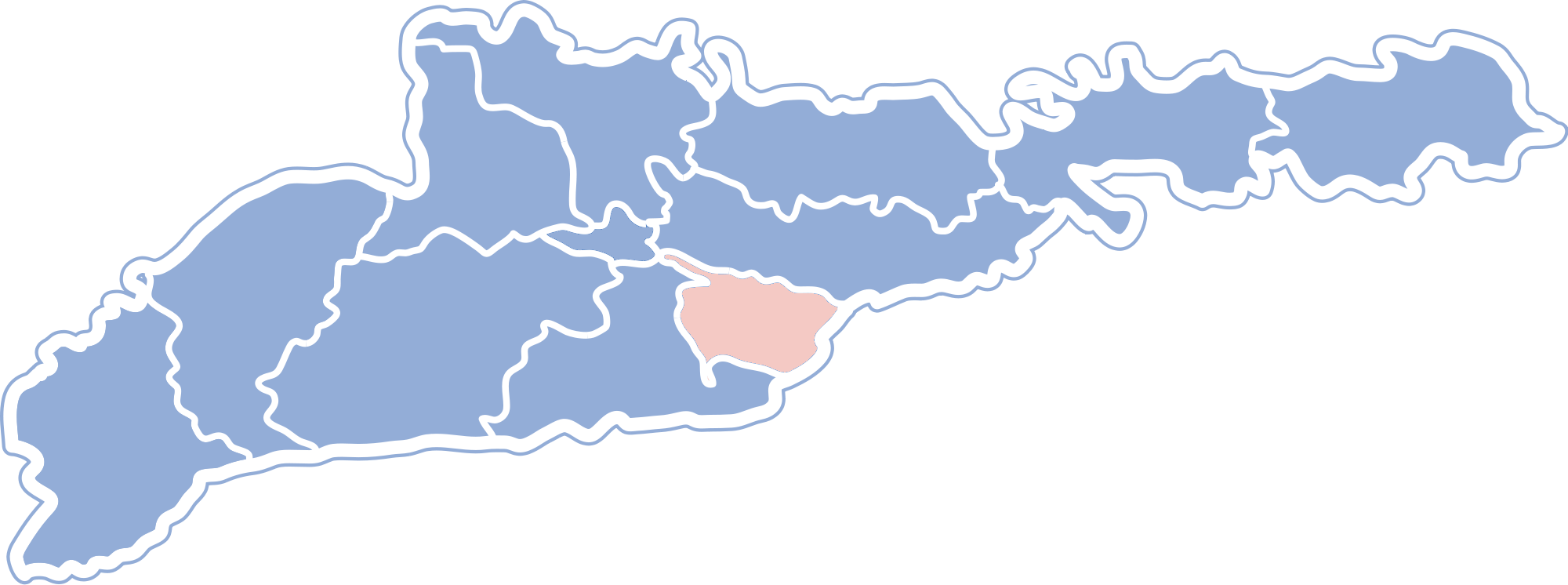

格爾察區（烏克蘭語：Герцаївський район）是位於烏克蘭西南部切爾諾夫策州的舊區，首府設於格爾察，並於2020年被撤銷。該區面積316平方公里，2015年人口33,025，人口密度每平方公里104.5人。